# ДГС Ботевград
Териториално поделение Държавно горско стопанство „Ботевград“ носи името на град Ботевград, където се намира и административното му седалище.
Територията му заема североизточната част на Софийска област, върху територията на част от община Ботевград и община Правец. На север граничи с ТП ДГС „Мездра“; на изток с ТП ДГС „Тетевен“, ТП ДГС „Етрополе“; на юг с ТП ДГС „Елин Пелин“ и ТП ДЛС „Витиня“; на запад с ТП ДГС „Своге“.

## Географско положение
ТП ДГС „Ботевград“ се намира в Северна България. То е разположено върху част от североизточните склонове на Мургашкия дял на Западна Стара планина, част от Етрополска планина, както и Ботевградския Предбалкан. Визуално територията на стопанството има форма на неправилна елипса, в средата на която се намира Ботевградската котловина. Средната дължина в посока север – юг е около 23 km и в посока изток – запад около 42 km. Намира се между 23-то34’ и 24-то05’ източна дължина и 42-ро51’ и 43-то04’ северна ширина.
Площта на стопанството е разположена върху землищата на град Ботевград и селата Боженица, Врачеш (частично), Гурково, Еловдол, Краево, Липница, Литаково, Новачене, Радотина, Рашково, Скравена и Трудовец от община Ботевград, както и землищата на град Правец и селата Видраре, Джурово, Калугерово, Манаселска река, Осиковица, Осиковска Лакавица, Правешка Лакавица, Равнище, Разлив и Своде от община Правец. Освен тези селища се срещат и голям брой разпръснати махали.
Основни пътни артерии в рамките на ТП ДГС „Ботевград“ са автомагистрала „Хемус“ преминаваща в югоизточната част и първокласен път (София) Ботевград – Враца – Видин (Оряхово), преминаващ в западната част на стопанството. Всички горски комплекси са свързани с главните пътища чрез множество горски такива, временно приспособени за движение на товарна автомобилна техника с висока проходимост. При лоши метеорологични условия извозът от временните складове е силно затруднен. Общо взето съществуващата пътна мрежа осигурява нормални условия за пълното усвояване на горските масиви и за добро провеждане на залесителните мероприятия.

## Релеф
Релефът на ТП ДГС „Ботевград“ се очертава от северните старопланински дялове: Ржана, Мургашки (част), западната част на Етрополска планина и Ботевградски Предбалкан. Западната граница на стопанството следва главното било на Стара планина и Ржана, докато подмине седловината между върховете Голямата могила и Бойчов кръст (1493 m) – явяващ се най-висока точка на стопанството. Около тези върхове, както и при местностите Рудината, Брезовица и Ржана централното било е заето от високопланински пасища.
От централното било на Стара планина на север и североизток към Ботевградската котловина се спускат множество стръмни била, които разчленяват релефа на старопланинските склонове. По-характерни от тях са: Тихова могила, Братанов рът, Погледец, Рогачев рът, Рудината, Маняков камък и други. Тези била в горната си част са полегати, запазват голямата си надморска височина далеч от централното било и се спускат със стръмни чела към Ботевградската котловина.
Ботевградския Предбалкан има хълмист характер. Главната верига започва от Правешкия проход и следва посока от изток към северозапад. От това било към Ботевградската котловина се спускат множество полегати и заоблени била, покрити с гори и работни земи. Главната верига се пресича от проходите на реките Витомерица и Бебреш.

## Климат
Според класификационната схема на Събев и Станев „Климатични райони на България и техния климат“ – 1963 г., територията на ТП ДГС „Ботевград“ се намира в Умерено-континенталната климатична подобласт на Европейско-континенталната климатична област и обхваща два климатични района: Предбалкански (предпланински) климатичен район и Планински климатичен район – Среднопланинска част

### Предбалкански (предпланински) климатичен район
Предбалканският климатичен район е разположен непосредствено под средния климатичен район, като южната му граница достига до северните склонове на Западна Стара планина. Обхваща хълмистите и предпланински земи на Стара планина с надморска височина над 300 m, достигайки югозападно централното ѝ било, с надморска височина до около 1000 m. Тук попада по-голямата част (около 92%) от дървопроизводителната площ на стопанството.
Климатичните условия в този район се отличават с голямо разнообразие и бързи промени в стойностите на отделните метеорологични елементи, поради преобладаващият пресечен терен, наличието на предпланински ридове и врязани речни долини, като климатичните условия са под непосредственото и силно въздействие на Стара планина.
Зимата в този район е твърде студена, средната температура през януари се движи от -1,5 °C до -3,5 °C. Валежите са предимно от сняг. Снежната покривка е сравнително устойчива, като достига до 40 – 50 cm.
Пролетта е хладна и настъпва по-късно. Лятото не е горещо (средни месечни температури между 16,5 и 22 °C), а абсолютните максимални температури не надхвърлят 31 – 36 °C. Летните валежи се колебаят в зависимост от надморската височина от 220 до 350 mm. Вегетационният период трае между 5,5 и 6,5 месеца. Сравнително високата сума на валежите и невисоките температури, обуславят по-високата въздушна влажност, както и добрите условия за формиране на дървесна покривка.
По-ниската част на района се отнася към пояса на дъбовите гори. Преобладават благуновите, церовите, липовите и келявгабъровите насаждения. Терените с надморска височина от 600 до 1000 m се отнасят към пояса на бука и иглолистните, където естествената растителност е представена от букови, горунови и келявгабърови насаждения. И в двата пояса са създадени култури от черен и бял бор.

## Планински климатичен район
Този климатичен район се е оформил в районите с надморска височина над 1000 m. Обхваща площта на стопанството по северните склонове на Стара планина.
Зимата в среднопланинската част (1000 – 1500 m) е студена – средната януарска температура е от -7 °C до -3 °C, но абсолютните и средните минимални температури не са много ниски, поради наклонения терен, който не позволява задържането и преохлаждането на въздушните маси. Средната годишна температура е 1,5 – 7 °C. Лятото е хладно (средни температури от 10 °C до 16,5 °C). Средната годишна температурна амплитуда е 17,5 – 21 °C. Снежната покривка се задържа устойчиво в продължение на 4 – 5 месеца, като дебелината и по високите места достига до 200 cm. Най-често мъгли падат през този сезон.
Пролетта настъпва късно, с много голяма облачност и също с доста чести мъгли. Късните мразове се задържат дълго (до 2 май).
Валежните суми в района са доста високи – годишно 760 – 1150 mm. Най-малко валежи падат през зимата (130 – 200 mm) и есента (170 – 250 mm). Валежният максимум е в началото на лятото (230 – 400 mm).
При характеризирането на климата за двата климатични района са използвани данни от двете най – близки за района на ТП ДГС „Ботевград“ метеорологични станции – в Ботевград (348 m) и на връх Мургаш (1687 m).
Според „Горскорастително райониране на България“ (1979 г.), разработено от проф. Боян Захариев, проф. В. Донов и колектив, територията на ТП ДГС „Ботевград“ попада в Мизийската горскорастителна област (М) – подобласт Северна България (СБ) в два горскорастителни пояса и съответните подпояс:
- М-І – Долен равнинно-хълмист и хълмисто-предпланински пояс на дъбовите гори (0 – 600 m):
- М-І-1 – Подпояс на заливните и крайречни гори (0 – 600 m)
- М-І-2 – Подпояс на равнинно-хълмистите дъбови гори (0 – 400 m)
- М-І-3 – Подпояс на хълмисто-предпланинските смесени широколистни гори (400 – 600 m)

## Води
Водосборите на реките Бебреш (северозападно от Ботевград) и Витомерица очертават хидрографската мрежа на Старопланинския район на стопанството. Хидрографската мрежа в района е силно разчленена. В Старопланинската част доловете са с по-стръмни легла и по-постоянен дебит в сравнение с тези в Ботевградския Предбалкан, където някои от тях през лятото са суходолия. Минималният отток настъпва през месеците септември-октомври, а максималният – през април-май, в резултат от снеготопенето и пролетните валежи. Втори по нисък максимум в резултат от есенните валежи настъпва в края на есента и началото на зимата – ноември – декември. Подпочвените води по правило са на по-голяма дълбочина – трудно достъпни за корените на растителността. Освен това силно разчлененият релеф създава трудности при провеждане на лесовъдските мероприятия.

## Почви
Съвкупността от елементите, характеризиращи релефа, различието в надморската височина, геоложката структура и влиянието на климата обуславящо влияе върху почвообразувателните процеси. На територията на ТП ДГС „Ботевград“ са установени следните типове и подтипове почви алувиални (ненаситени); сиви горски (обикновени, тъмни и светли); кафяви горски (ненаситени и наситени) и рендзини (обикновени).

### Ерозия
Разчлененият планински и полупланински характер на релефа на територията на ТП ДГС „Ботевград“, геолого-петрографския строеж, усилената паша в миналото и други комплексно действащи фактори са създали условия за ерозионни процеси с различна интензивност. Такива процеси са се развивали по обезлесените склонове на Ботевградския Предбалкан, тези по реките Бебреш, Витомерица, Новаченска, Борущица и Малък Искър. Те са били предимно скрити, под формата на площно и повърхностно измиване и отнасяне на плодородните почвени хоризонти. Най-често наблюдаваните степени на ерозия са І, ІІ, ІІІ (слабо до средно ерозирани почви).
Общата площ на земите от горските територии обхванати от ерозия е 1417,1 хектара или 3,9 % от площта на стопанството. Поради създаването на редица култури, а така също и поради намаляването на пашата и голите сечи в застрашените райони, ерозията на много малко места е в ход.
Видна е голямата противоерозионна роля, която са изиграли създадените иглолистни култури. При 605,4 хектара иглолистни култури и насаждения върху ерозирани месторастения, само върху 44,0 хектара е констатирана действаща ерозия. Същото не може да се каже за голите площи, където по естествен път трудно могат да се създадат условия за прекратяване на действието ѝ.
В резултат на повече от петдесет години провеждане на борба с ерозията, в повечето случаи ерозираните площи са обхванати със залесителни и укрепителни мероприятия. Върху площите по склоновете на Ботевградския Предбалкан – над селата Трудовец и Разлив – върху силно ерозирани терени са създадени култури от акация и черен бор и ерозията в тези райони е овладяна. Подобно е положението и около селата Врачеш, Калугерово, Видраре, Своде и др. В общи линии ровинната ерозия в границите на горските територии е овладяна. През ревизионния период не са строени нови противоерозионни съоръжения.

## Гъби
В района на ТП ДГС „Ботевград“ се срещат диворастящи ядливи гъби. По-често срещаните ценни видове са: манатарка (Boletus edulis), мрежеста манатарка (Xerocomus chrysenteron), пачи крак, сърнела (Marolepiota procera), булка (Amanita caesarea), ливадна печурка (Agarikus campester), обикновена масловка (Suilus luteus), рижика (Laktarius deliciosus) и кладница (Pleurotus ostreatus).

## Растителност
Територията на ТП ДГС „Ботевград“ обхваща диапазон от надморски височини от 200 до 1500 m. В тях условия за растеж и развитие имат голям брой горскодървесни и тревни видове, по-важни от които са бял бор (Pinus sylvestris), черен бор (Pinus nigra), смърч (Picea excelsa), ела (Abies Alba), зелена дуглазка (Pseudotsuga menziesii), лиственица (Larix europaea), бук (Fagus Sylvatica), зимен дъб (Quercus petraea), благун (Quercus frainetto), цер (Quercus cerris), габър (Caprinus betulus), акация (Robinia pseudoacacia), келяв габър (Carpinus orientalis), сребролистна липа (Tilia argentea), планински ясен (Fraxinus excelsior), трепетлика (Populus tremula), явор (Acer pseudoplatanus), бреза (Betula pendula), ясен (Fraxinus excelsior), мъждрян (Fraxinus ornus), орех (Juglans regia), върба (Salix alba), черна елша (Alnus glutinosa), джанка (Prunus cerasifera), кестен (Castanea sativa), клен (Acer campestre), круша (Pyrus communis), череша (Cerasus avium), ива (Salix caprea), шестил (Acer platanoides), айлант (Ailantus altissima), брекина (Sorbus torminalis), леска (Corylus avellana), глог (Crataegus monogyina), люляк (Syringa vulgaris), дрян (Cornus mas), чашкодрян (Euonymus europaeus), бръшлян (Hedera helix), птиче грозде (Ligustrum vulgare), черен бъз (Sambucus nigra), шипка (Rosa canina), смрадлика (Rhus cotinus), малина (Rubus idaeus), къпина (Rubus caesius), мечо грозде (Arctostaphylus uva-ursi), черна боровинка (Vaccinium myrtillus) и смрика (Juniperus communis).
Растения, включени в Червената книга на Република България с категория застрашен от изчезване вид: татарска змийска трева (Goniolimon tatarikum), жълта тинтява (Gentiana lutea), петниста тинтява (Gentiana punctata) и малка мехурка (Utricularia minor)
Растения, включени в Червената книга на Република България с категория рядък вид: шилолист (Isoetes setacea), сходна ежова главичка (Sparganium affine Schnizl), шлемов салеп (Orchis militaris), недоразвит лимодорум (Limodorum abortivum), есенен спиралник (Spiranthes automnalis), веленовскиево плюскавиче (Silene velenovskyana), пиринско плюскавиче (Silene perinica), златиста кандилка (Aguilegia aurea), планински божур (Trollius europaeus), нарцисовидна съсънка (Anemone narcissiflora), атоска рупа (Draba athoa), каринтийска рупа (Draba carinthiaca), наплъстена рупа (Draba tomentosa), кернера (Kernera saxatilis), костова тлъстига (Sedum Kostovii), стрибърниева каменоломка (Saxifraga stribrny), апенинско прозорче (Potentilla apenina), червенодръжково шапиче (Alchemilla erythropoda), българско шапиче (Alchemilla bulgarica), железист гръмотрън (Ononis adenotricha), лазурен здравец (Geranium caeruleatum), бохемски здравец (Geranium bohemicum), нежен лен (Linum elegans), горчива телчарка (Polygala amarella), монпелийска телчарка (Polygala monspeliaca), панчичиева пищялка (Angelica pancicii), мечо грозде, дива черешка (Arctostaphylos uva–ursi), черен емпетрум (Empetrum nigrum), високопланинско лъжичниче (Armeria alpina), струдолюбива тинтява (Gentiana frigida Haenke), енгадинова горчивка (Gentianella engadinensis), ранна горчивка (Gentianella praecox), стрибърниева айважива (Alkanna stribrnyi), обикновена мехурка (Utricularia vulgaris), планинска дилянка (Valeriana montana), трансилванска камбана (Campanula transsilvanica), панчичев спореж (Senecio pancicii), манагетова метличина (Centaurea mannagattae), планинско подрумиче.
Освен основното ползване, в района на ТП ДГС „Ботевград“ са развити и някои странични ползвания от горите. От територията на стопанството се добива сено, зърнени и фуражни култури в количества, определени от горскостопанския план. Широко разпространено е добиването на гъби, билки и горски плодове. Горите в района имат и социално-хигиенни, защитно-водоохранни, противоерозионни и здравно-украсни функции. Те предпазват прилежащите им земи от развитие на ерозионни процеси и увеличават плодородието им. Горите подобряват климата, акумулират големи количества от падналите дъждовни води и намаляват скоростта на водния отток, с което и предпазват почвата от ерозия. Със здравните си укрепни функции, горите създават приятни условия за почивка, за развитие на пешеходен туризъм и здравно и физическо укрепване.

## Защитени природни обекти
На територията на ТП ДГС „Ботевград“ се намират природни забележителности „Водната пещера“, „Котлите“, „Рудината“ и „Елака“, защитена местност „Урвич“, „Романия“ представлява историческо място, прекатегоризирана като защитена местност, „Висока могила“ – представлява буферна зона на поддържан резерват „Училищна гора“.
На територията на ТП ДГС „Ботевград“ попадат части от три защитени зони от Натура 2000 – защитена зона „Бебреш“ за опазване на природните местообитания и на дивата флора и фауна, защитена зона „Искърски пролом – Ржана“ за опазване на природните местообитания и на дивата флора и фауна и защитена зона „Етрополе – Байлово“ за опазване на природните местообитания и на дивата флора и фауна. Общата площ на всички Защитени зони от Натура 2000, разположени върху горските територии на ТП ДГС „Ботевград“ е 5885,4 ха, което представлява 16,2 % от площта на стопанството.